# Wolf Schubert
Friedmar Edgar Horst Schubert, genannt Wolf Schubert, (* 28. Januar 1903 in Zennewitz; † 4. Dezember 1977 in Halle an der Saale) war ein deutscher Kunsthistoriker und Denkmalpfleger.

## Leben
Ab 1922 studierte er in an der Universität Leipzig. Ab 1945 war er Landeskonservator in Sachsen-Anhalt, im September 1959 wurde er von dieser Funktion entbunden. Ab 1961 war er Leiter der Arbeiten an den „Denkmalen von besonderer nationaler Bedeutung und internationalem Kunstwert in der DDR“.
Sein Sohn war der Kunsthistoriker Ernst Schubert (1927–2012).